# Spaniens Grand Prix 1977
Spaniens Grand Prix 1977 var det femte av 17 lopp ingående i formel 1-VM 1977.  

## Resultat
1. Mario Andretti, Lotus-Ford, 9 poäng
2. Carlos Reutemann, Ferrari, 6
3. Jody Scheckter, Wolf-Ford, 4
4. Jochen Mass, McLaren-Ford, 3
5. Gunnar Nilsson, Lotus-Ford, 2
6. Hans-Joachim Stuck, Brabham-Alfa Romeo, 1
7. Jacques Laffite, Ligier-Matra
8. Ronnie Peterson, Tyrrell-Ford
9. Hans Binder, Surtees-Ford
10. Brett Lunger, BS Fabrications (March-Ford)
11. Ian Scheckter, March-Ford
12. Patrick Nève, Williams (March-Ford)
13. Emilio de Villota, Emilio de Villota (McLaren-Ford)
14. Emerson Fittipaldi, Fittipaldi-Ford

### Förare som bröt loppet
- John Watson, Brabham-Alfa Romeo (varv 64, bränslesystem)
- Alan Jones, Shadow-Ford (56, olycka)
- Rupert Keegan, Hesketh-Ford (32, olycka)
- Harald Ertl, Hesketh-Ford (29, kylare)
- Renzo Zorzi, Shadow-Ford (25, motor)
- Arturo Merzario, Merzario (March-Ford) (16, upphängning)
- Patrick Depailler, Tyrrell-Ford (12, motor)
- James Hunt, McLaren-Ford (10, motor)
- Clay Regazzoni, Ensign-Ford (9, olycka)
- Vittorio Brambilla, Surtees-Ford (9, olycka)
- Niki Lauda, Ferrari (0, skadad)

### Förare som ej kvalificerade sig
- Jean-Pierre Jarier, ATS (Penske-Ford)
- Alex Ribeiro, March-Ford
- Boy Hayje, RAM (March-Ford)
- Brian Henton, British Formula One Racing Team (March-Ford)
- David Purley, LEC-Ford
- Conny Andersson, BRM